# 坂本一
坂本 一（さかもと はじめ、1971年11月9日 - ）は、日本の男性声優。東京都出身。

## 人物
2002年まで大平プロダクション（一時期モアナ・ファクトリーにマネージメントを委託）に所属していた。大平透声優ゼミナール出身。

## 出演作品

### テレビアニメ
- スーパーマン（ブルーノ・マンハイム（初代）、ラルフ、ペンタゴン高官、レックス・コープ社員、ニュースキャスター 他）

### 吹き替え
- アフターショック ニューヨーク大地震（ジョゼフ、暴徒、無線の声、男）
- エイリアン4※テレビ版
- L.A.大捜査線 マーシャル・ロー（ステイプラー、プレイナー、他番組レギュラー）
- オペレーション・ノア
- オポジット学園
- スターゲイト SG-1（トクラ、キンタク（ピーター・ケント）、男技師3、グラハム、ローダー、ピータース、フレイヤー 他）
- 戦火の勇気
- ニキータ（クローネン、警備員1、護衛）
- ハイテク武装車新バイパー（クルー）
- パワーレンジャーシリーズ
  - パワーレンジャー・イン・スペース（プレイング・マンティス、ホラーブル2、デストラクトイド）
  - パワーレンジャー・ロスト・ギャラクシー（ラッドスター）
- ピケット・フェンス ブロック捜査メモ
- ブラッダ（ホッブス保安官<ディーン・ストックウェル>、救急隊員）
- リズム・イングリッシュ